# Crocodilichthys gracilis
Crocodilichthys gracilis är en fiskart som beskrevs av Allen och Robertson, 1991. Crocodilichthys gracilis ingår i släktet Crocodilichthys och familjen Tripterygiidae. IUCN kategoriserar arten globalt som livskraftig. Inga underarter finns listade i Catalogue of Life.